# Osthyvelsprincipen
Osthyvelsprincipen innebär vid nedskärningar att alla delar av helheten minskas något, till skillnad från tårtspadeprincipen som innebär prioriterade minskningar eller nedskärningar då några poster helt väljs bort. Osthyvelsprincipen kan exemplvis innebära en besparing för alla avdelningar i ett företag med samma procentsats.